# جان ألان
جان ألان (بالسويدية: Jan Allan)‏ هو عازف جاز وملحن سويدي، ولد في 7 نوفمبر 1934 في فالون في السويد.

## وصلات خارجية
- جان ألان على موقع IMDb (الإنجليزية)
- جان ألان على موقع ميوزك برينز (الإنجليزية)
- جان ألان على موقع قاعدة بيانات الأفلام السويدية (السويدية)
- جان ألان على موقع أول ميوزيك (الإنجليزية)
- جان ألان على موقع ديسكوغز (الإنجليزية)
- جان ألان على موقع كينوبويسك (الروسية)